# George Emil Palade
George Emil Palade (), romunsko-ameriški celični biolog in akademik, nobelovec, * 19. november 1912, Iași, Kraljevina Romunija, † 7. oktober 2008, Del Mar, Kalifornija, Združene države Amerike.
Bil je eden od pionirjev celične biologije, ki je s svojimi odkritji bistveno pripomogel k razumevanju zgradbe in delovanja celic. Za svoje delo je leta 1974 skupaj z Albertom Claudejem in s Christianom de Duvejem prejel Nobelovo nagrado za fiziologijo ali medicino.

## Življenjepis
Rodil se je v družini intelektualcev na vzhodu Romunije, kjer je že zgodaj razvil zanimanje za znanost. Po srednji šoli se je po zgledu daljnega sorodnika, ki je bil zdravnik, odločil vpisati študij medicine na Univerzi v Bukarešti. Že med študijem ga je pritegnila povezava med zgradbo in funkcijo anatomskih struktur; po opravljeni klinični praksi iz interne medicine je leta 1940 pridobil naziv doktorja medicine in postal asistent na Oddelku za klinično medicino Medicinske fakultete v Bukarešti, vendar ga zdravniški poklic ni zanimal, zato se je kmalu vrnil k svojemu mentorju G. Popi na Oddelek za anatomijo. Med drugo svetovno vojno je kratek čas služil kot zdravnik v romunski vojski, leta 1944 pa so prišli na oblast komunisti, ki so pričeli zatirati intelektualce. Zato je sprejel mentorjev nasvet naj odide na izpopolnjevanje v tujino. Skrivoma je s takratno ženo in hčerko prebegnil v Turčijo in od tam konec leta 1945 preko Maroka v Združene države Amerike.

### Rockefellerjev inštitut
Zahvaljujoč mentorjevemu priporočilnemu pismu je postal gostujoči raziskovalec na Univerzi v New Yorku, kjer je spoznal Alberta Claudeja, ki mu je ponudil položaj raziskovalca na oddelku za citologijo na Rockefellerjevem inštitutu za medicinske raziskave (danes Univerza Rockefeller). Tam se je začel ukvarjati s tehnikami ločevanja (frakcionacije) celičnih komponent in s sodelavci razvil saharozno suspenzijo, ki je pomagala ohraniti celične strukture. Takrat je zaradi odhodov in upokojitev starejših raziskovalcev skoraj razpadel oddelek, kjer je deloval, vendar je takratni direktor inštituta Herbert S. Gasser spoznal pomen njegovih raziskav in Paladeja obdržal. Začel se je ukvarjati z elektronsko mikroskopijo, kjer je kmalu prispeval novo pomembno izboljšavo, tehniko za fiksacijo tkiv, ki je skupaj z drugimi novimi tehnikami omogočila študijo tkivnih rezin pod elektronskim mikroskopom namesto zgolj celičnih suspenzij. Te je uporabil da je opisal notranjo membransko zgradbo mitohondrijev, v tem času pa je prišel tudi do svojega najpomembnejšega odkritja, ribosomov na omrežju endoplazmatskega retikuluma. V naslednjih nekaj letih je s sodelavci opisal oblike tega sistema v različnih tipih celic, vključno z Nisslovimi telesci v nevronih, kar je kasneje postalo osnova za prvi opis kemične sinapse. Nato je kombiniral tehnike frakcionacije in elektronske mikroskopije z biokemijskimi metodami ter demonstriral, da so ribosomi mesto, kjer se sintetizirajo beljakovine. Kljub prelomnim odkritjem je imel zaradi nizkega akademskega položaja težave z objavljanjem, zato sta z glavnim takratnim sodelavcem Keithom Porterjem ustanovila revijo Journal of Biochemical and Biophysical Cytology (kasneje preimenovana v Journal of Cell Biology). Šele leta 1956 sta bila oba imenovana za profesorja.
V začetku 1960. let se je njegovemu laboratoriju pridružila kot podoktorska raziskovalka Marilyn Farquhar, s katero se je leta 1970 poročil. V tem obdobju se je med drugim posvečal eksokrinem delovanju celic trebušne slinavke, kjer mu je z radioaktivnimi markerji uspelo razkriti vlogo Golgijevega aparata pri znotrajceličnem transportu in izločanju produktov s procesom eksocitoze. Potem se je posvetil sintezi celičnih membran, kjer se je izkazalo, da se membrane različnih organelov precej razlikujejo v zgradbi in nastajajo ločeno. Sodeloval je tudi s švicarskim anatomom Ewaldom Weiblom pri odkritju in opisu posebnega organela v endotelijskih celicah, ki je bil po njiju poimenovan Weibel-Paladejevo telesce.

### Univerza Yale
V začetku 1970. let je prišla vabljiva ponudba z Medicinske fakultete Univerze Yale, ki jo je Palade s sodelavci sprejel in se preselil v Connecticut, saj je želel s svojim delom prispevati k napredku medicine. Tam so sprva vzpostavljali skupino za celično biologijo s fokusom na biologiji membran in razvijali podiplomski študijski program, a se je tudi program raziskav nadaljeval kljub povečanim administrativnim ter pedagoškim obvestostim. Posvetil se je raziskavam prehodnosti kapilar in transporta makromolekul preko endotelijskih celic v mišičnih kapilarah in s sodelavci odkril, da gre za vezikularni transport preko celic, kar je nasprotovalo tedaj uveljavljeni hipotezi o specializiranih porah. Poleg tega je prispeval še več odkritij na področju nastajanja membran in transportnih poti različnih komponent membran.
Konec 1970. let je uporabil svoj vpliv da je pomagal ustanoviti sodoben inštitut za celično biologijo in patologijo v rodni Romuniji. Tako je septembra 1979, na vrhuncu Ceaușescujevega režima, z vrsto vodilnih celičnih biologov tega časa odpotoval v Bukarešto na ustanovni simpozij. Leta 1983 je moral pri starosti 70 let po pravilih Univerze Yale odstopiti kot vodja skupine, ki je bila nato preoblikovana v univerzitetni oddelek, sam pa je postal svetovalec dekana medicinske fakultete in častni profesor. Svetovalno vlogo je opravljal tudi pri Nacionalnih inštitutih za zdravje kot član različnih komitejev.

### San Diego in zadnja leta
Leta 1990, pri starosti 77 let, je z ženo na povabilo dekana tamkajšnje medicinske fakultete odšel na Univerzo Kalifornije v San Diegu (UCSD), kjer je postal dekan za področje naravoslovja z nalogo vzpostaviti program temeljnih raziskav. Na UCSD je privabil več uveljavljenih kolegov in vzpostavil šele drugi oddelek za temeljne raziskave na tej takrat mladi ustanovi. Poleg tega je koordiniral raziskave, s katerimi je želel utrditi hipotezo o vezikularnem transportu preko endotelijskih celic in demonstrirati pomen tega pojava v patoloških procesih.
Kot dekan se je upokojil leta 2000, a je ostal aktiven kot svetovalec in nosilec raziskovalnih projektov, do leta 2002, ko je zaradi starosti in zdravstvenih težav naposled zaključil z delom, star več kot 90 let. Umrl je zaradi zapletov, povezanih s Parkinsonovo boleznijo.

## Priznanja
Njegova odkritja so razmeroma kmalu postala odmevna v strokovni javnosti in leta 1966 je sledilo prvo pomembnejše priznanje, nagrada Alberta Laskerja za temeljne medicinske raziskave, leta 1970 pa še nagrada Louise Gross Horwitz, ki jo podeljuje Univerza Columbia za temeljne biološke raziskave. Štiri leta kasneje in leto dni po selitvi na Univerzo Yale je s Claudejem in de Duvejem prejel Nobelovo nagrado za fiziologijo ali medicino in leta 1986 še nacionalno medaljo znanosti.
Poleg tega ga je sprejelo za člana več akademskih ustanov, med njimi Nacionalna akademija znanosti ZDA (1961), Ameriška akademija umetnosti in znanosti in Kraljeva družba (tuji član).